# العلاقات الألبانية الموزمبيقية
العلاقات الألبانية الموزمبيقية هي العلاقات الثنائية التي تجمع بين ألبانيا وموزمبيق.

## مقارنة بين البلدين
هذه مقارنة عامة ومرجعية للدولتين:
| وجه المقارنة                                              | ألبانيا                                                    | موزمبيق          |
| --------------------------------------------------------- | ---------------------------------------------------------- | ---------------- |
| المساحة (كم2)                                             | 28.75 ألف                                                  | 801.59 ألف       |
| عدد السكان (نسمة)                                         | 3.02 مليون                                                 | 29.67 مليون      |
| الكثافة السكانية (ن./كم²)                                 | 105.04                                                     | 37.01            |
| العاصمة                                                   | تيرانا                                                     | مابوتو           |
| اللغة الرسمية                                             | اللغة الألبانية                                            | اللغة البرتغالية |
| العملة                                                    | ليك ألباني                                                 | متكال موزمبيقي   |
| الناتج المحلي الإجمالي (بليون دولار)                      | 13.04 مليار                                                | 12.33 مليار      |
| الناتج المحلي الإجمالي (تعادل القوة الشرائية) بليون دولار | 33.17 مليار                                                | 33.35 مليار      |
| الناتج المحلي الإجمالي الاسمي للفرد دولار أمريكي          | 3.94 ألف                                                   | 529              |
| الناتج المحلي الإجمالي للفرد دولار أمريكي                 | 11.11 ألف                                                  | 1.13 ألف         |
| مؤشر التنمية البشرية                                      | 0.764                                                      | 0.416            |
| رمز المكالمات الدولي                                      | +355                                                       | +258             |
| رمز الإنترنت                                              | .al                                                        | .mz              |
| المنطقة الزمنية                                           | توقيت وسط أوروبا، ت ع م+01:00، ت ع م+02:00، أوروبا/تيرانا ‏ | ت ع م+02:00      |

## منظمات دولية مشتركة
يشترك البلدان في عضوية مجموعة من المنظمات الدولية، منها:
| علم المنظمة | اسم المنظمة                               | تاريخ انضمام ألبانيا | تاريخ انضمام موزمبيق |
| ----------- | ----------------------------------------- | -------------------- | -------------------- |
|             | الاتحاد البريدي العالمي                   | ?                    | ?                    |
|             | مؤسسة التنمية الدولية                     | 15 أكتوبر 1991       | 24 سبتمبر 1984       |
|             | منظمة حظر الأسلحة الكيميائية              | ?                    | ?                    |
|             | منظمة التجارة العالمية                    | ?                    | ?                    |
|             | الأمم المتحدة                             | 14 ديسمبر 1955       | 16 سبتمبر 1975       |
|             | وكالة ضمان الاستثمار متعدد الأطراف        | 15 أكتوبر 1991       | 23 نوفمبر 1994       |
|             | منظمة الشرطة الجنائية الدولية             | ?                    | ?                    |
|             | مؤسسة التمويل الدولية                     | 15 أكتوبر 1991       | 24 سبتمبر 1984       |
|             | الاتحاد الدولي للاتصالات                  | 2 يونيو 1922         | 4 نوفمبر 1975        |
|             | البنك الدولي للإنشاء والتعمير             | 15 أكتوبر 1991       | 24 سبتمبر 1984       |
|             | منظمة التعاون الإسلامي                    | ?                    | ?                    |
|             | المركز الدولي لتسوية المنازعات الاستشارية | 14 نوفمبر 1991       | 7 يوليو 1995         |
|             | يونسكو                                    | 16 أكتوبر 1958       | 11 أكتوبر 1976       |

## وصلات خارجية
- موقع وزارة الخارجية الألبانية
- موقع وزارة الخارجية الموزمبيقية